# Jasukazu Tanaka
Jasukazu Tanaka (* 15. červen 1933) je bývalý japonský fotbalista.

## Reprezentační kariéra
Jasukazu Tanaka odehrál za japonský národní tým v roce 1955 celkem 4 reprezentační utkání.

## Statistiky
| Japonsko | Japonsko | Japonsko |
| Roky     | Záp.     | Góly     |
| -------- | -------- | -------- |
| 1955     | 4        | 0        |
| Celkem   | 4        | 0        |